# World Series of Poker 1989
Die World Series of Poker 1989 war die 20. Austragung der Poker-Weltmeisterschaft und fand vom 1. bis 19. Mai 1989 im Binion’s Horseshoe in Las Vegas statt.

## Turniere

### Turnierplan

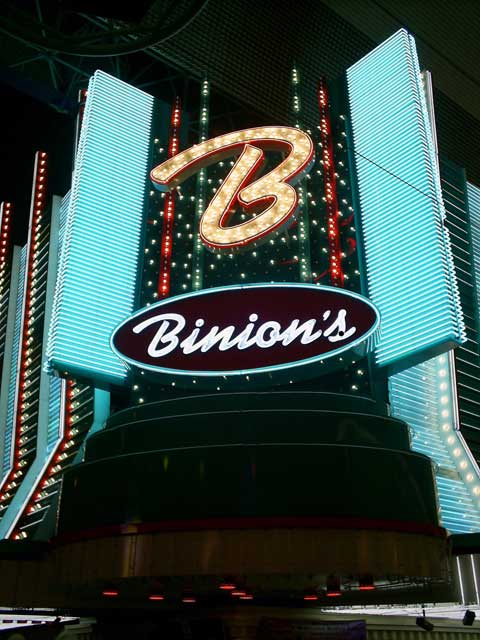
Das Binion’s Horseshoe in Las Vegas

Abgesehen von der ersten Austragung waren zum einzigen Mal alle Spieler in einem Jahr erstmalige Braceletgewinner.
| #  | Buy-in (in $) | Turnier                                          | Turnierbeginn | Teilnehmer | Sieger            | Herkunft           | Preisgeld (in $) |
| -- | ------------- | ------------------------------------------------ | ------------- | ---------- | ----------------- | ------------------ | ---------------- |
| 1  | 01.500        | Limit Omaha                                      | 1. Mai 1989   | 181        | Lyle Berman       | Vereinigte Staaten | 108.600          |
| 2  | 01.500        | Pot-Limit Omaha                                  | 2. Mai 1989   | 180        | Blacky Blackburn  | Vereinigte Staaten | 108.000          |
| 3  | 01.000        | Limit Hold’em                                    | 3. Mai 1989   | 449        | George Allen Shaw | Vereinigte Staaten | 179.600          |
| 4  | 02.500        | Pot-Limit Omaha (Rebuy)                          | 4. Mai 1989   | 099        | Frank Henderson   | Vereinigte Staaten | 184.000          |
| 5  | 05.000        | Limit Seven Card Stud                            | 5. Mai 1989   | 077        | Don Holt          | Vereinigte Staaten | 154.000          |
| 6  | 01.500        | Limit Seven Card Stud                            | 6. Mai 1989   | 218        | Mel Judah         | Australien         | 130.800          |
| 7  | 02.000        | No-Limit Hold’em                                 | 7. Mai 1989   | 305        | Norman Keyser     | Sudafrika          | 244.000          |
| 8  | 01.500        | Limit Razz                                       | 8. Mai 1989   | 159        | John Laudon       | Vereinigte Staaten | 095.400          |
| 9  | 01.500        | Limit A-5 Draw Lowball                           | 9. Mai 1989   | 199        | Harry Madoff      | Vereinigte Staaten | 119.400          |
| 10 | 00.500        | Ladies Limit Seven Card Stud                     | 10. Mai 1989  | 093        | Alma McClelland   | Vereinigte Staaten | 018.600          |
| 11 | 01.500        | Limit Seven Card Stud Hi-Lo                      | 11. Mai 1989  | 174        | Mike Sexton       | Vereinigte Staaten | 104.400          |
| 12 | 02.000        | Limit Hold’em                                    | 12. Mai 1989  | 265        | Thomas Chung      | Vereinigte Staaten | 212.000          |
| 13 | 05.000        | No-Limit 2-7 Draw Lowball (Rebuy)                | 13. Mai 1989  | 034        | Bob Stupak        | Vereinigte Staaten | 139.500          |
| 14 | 10.000        | No Limit Hold’em Main Event – World Championship | 14. Mai 1989  | 178        | Phil Hellmuth     | Vereinigte Staaten | 755.000          |

### Main Event

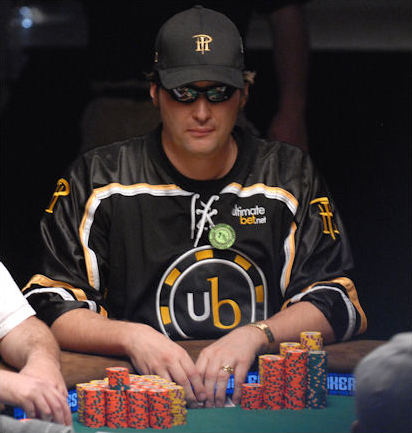
Phil Hellmuth (2008)

Der Finaltisch wurde am 19. Mai 1989 ausgespielt. In der finalen Hand gewann Hellmuth mit 9♠ 9♣ gegen Chan mit A♠ 7♠.
| Platz | Herkunft           | Spieler       | Preisgeld (in $) |
| ----- | ------------------ | ------------- | ---------------- |
| 1     | Vereinigte Staaten | Phil Hellmuth | 755.000          |
| 2     | Vereinigte Staaten | Johnny Chan   | 302.000          |
| 3     | Vereinigte Staaten | Don Zewin     | 151.000          |
| 4     | Vereinigte Staaten | Steve Lott    | 083.050          |
| 5     | Vereinigte Staaten | Lyle Berman   | 067.950          |
| 6     | Irland             | Noel Furlong  | 052.850          |